# Les Wexner
Leslie H. Wexner, més conegut com a Les Wexner (Dayton, Ohio, 8 de setembre de 1937) és un empresari, polític i bilionari estatunidenc. Fundador i president de la corporació L Brands (antigament Limited Brands), propietària de la marca prestigiosa Victoria's Secret, és presumptament implicat en l'escàndol de la xarxa de prostitució de menors dirigida pel financer Jeffrey Epstein i la britànica Ghislaine Maxwell, de l'agost del 2019, i podria ser a l'origen de la fortuna d'Epstein.